# Dorte Jensen
Dorte Oppelstrup Jensen (ur. 20 października 1972) – duński żeglarka sportowa. Brązowa medalistka olimpijska z Aten.
Brała udział w dwóch igrzyskach (IO 92, IO 04). W 2004 startowała w klasie Yngling i zajęła trzecie miejsce. Wspólnie z nią płynęły Helle Jespersen i Christina Otzen. W klasie Europa była mistrzynią świata w 1993 i brązową medalistką tej imprezy w 1991. Na igrzyskach w 1992 w tej konkurencji zajęła piąte miejsce.